# Mia Eklund
Mia Nicole Eklund (* 30. Oktober 1994 in Tallinn, Estland) ist eine ehemalige finnische Tennisspielerin.

## Karriere
Eklund begann mit sechs Jahren das Tennisspielen und bevorzugte Hartplätze. Sie spielt vor allem Turniere der ITF Women’s World Tennis Tour, wo sie bislang einen Titel im Einzel und vier im Doppel gewinnen konnte.
Sie debütierte 2016 in der finnischen Fed-Cup-Mannschaft, wo sie bislang von 21 Begegnungen 13 gewinnen konnte, davon sieben Einzel und sechs Doppel.
In der deutschen Tennis-Bundesliga spielte sie 2017 und 2018 für den Marienburger SC in der 2. Liga.
Eklund musste 2019 ihre Profikarriere mit 24 Jahren aus Geldmangel beenden. Es fanden sich keine Sponsoren mehr und auch keine Unterstützung vom finnischen Verband. Sie wird seit November 2019 nicht mehr in den Weltranglisten geführt.

## Turniersiege

### Einzel
| Nr. | Datum            | Turnier  | Belag | Kategorie   | Finalgegnerin    | Ergebnis  |
| --- | ---------------- | -------- | ----- | ----------- | ---------------- | --------- |
| 1.  | 5. November 2017 | Hammamet | Sand  | ITF $15.000 | Yasmine Mansouri | 7:61, 6:4 |

### Doppel
| Nr. | Datum              | Turnier  | Belag     | Kategorie   | Partnerin         | Finalgegnerinnen                      | Ergebnis         |
| --- | ------------------ | -------- | --------- | ----------- | ----------------- | ------------------------------------- | ---------------- |
| 1.  | 23. September 2017 | Hammamet | Sand      | ITF $15.000 | Amy Zhu           | Vasilisa Aponasenko Beatrice Lombardo | 6:1, 6:4         |
| 2.  | 21. Oktober 2017   | Hammamet | Sand      | ITF $15.000 | Julyette Steur    | Loudmilla Bencheikh Yasmine Mansouri  | 6:4, 4:6, [10:7] |
| 3.  | 9. Dezember 2017   | Antalya  | Sand      | ITF $15.000 | Cristina Dinu     | Dia Ewtimowa Paula Ormaechea          | 6:3, 6:2         |
| 4.  | 10. November 2018  | Monastir | Hartplatz | ITF $15.000 | Bojana Marinković | Tamara Čurović Eliessa Vanlangendonck | 6:1, 7:68        |

## Auszeichnungen
Im Dezember 2017 wurde Eklund als „Female Tennis Player of the Year“ in Finnland ausgezeichnet.